# ТЕЦ Брашов
ТЕЦ Брашов — закрита теплоелектроцентраль у центральній частині Румунії.
За проектом ТЕЦ повинна була мати три парові котли продуктивністю по 420 тонн пари на годину, два з яких живили б парові турбіни потужністю по 50 МВт. Перші два котли стали до ладу в 1989 та 1994 роках, невдовзі після чого — у 1990-му та 1995-му відповідно — запрацювали і їх турбіни. Спорудження третього котла розпочалось, але так і не було завершене.
88 % у структурі спожитого палива займав лігніт, тоді як ще 12 % припадало на природний газ (Трансильванія, до якої відноситься Брашов, традиційно є головним газовидобувним регіоном Румунії).
Для видалення продуктів згоряння спорудили димар висотою 280 метрів.
У 2011 році ТЕЦ вивели з експлуатації.
Наразі роботу системи централізованого опалення Брашова забезпечують розраховані на споживання природного газу чотири малі ТЕЦ загальною електричною потужністю 42 МВт при тепловій потужності у 38 МВт. Вони обладнані 11 двигунами внутрішнього згоряння General Electric Jenbacher, які для отримання тепла живлять котли-утилізатори.